# 張嵐
張嵐（1506年—？），字雲少，號華巖，山東濟南府歷城縣人，民籍，明朝政治人物。

## 生平
嘉靖二十二年（1543年）癸卯科山東鄉試第六十七名舉人。嘉靖二十三年（1544年）中式甲辰科會試第二百九十一名，登第三甲第九十四名進士。授浙江嘉兴县知县，官陕西布政使司右参议、撫治商洛道。

## 家族
曾祖張榮；祖父張顯惠；父張儒。嫡母彭氏；生母龐氏。慈侍下。